# Meridiano 110 W
O meridiano 110 W é um meridiano que, partindo do Polo Norte, atravessa o Oceano Ártico, América do Norte, Oceano Pacífico, Oceano Antártico, Antártida e chega ao Polo Sul. Forma um círculo máximo com o Meridiano 70 E.

No Canadá, o meridiano 110 W define parte da fronteira entre os Territórios do Noroeste e Nunavut e aproxima-se da fronteira entre Alberta e Saskatchewan.

No Canadá, este meridiano forma a fronteira entre Nunavut e Territórios do Noroeste a norte do paralelo 70 N, e aproxima-se do percurso linear da fronteira entre Saskatchewan e Alberta.
Nos Estados Unidos, o meridiano formava a fronteira ocidental do histórico e "extralegal" Território de Jefferson.
Começando no Polo Norte, o meridiano 110 Oeste tem os seguintes cruzamentos:
| País, território ou mar | Notas |
| ----------------------- | --- |
| Oceano Ártico           | |
| Canadá                  | Fronteira Territórios do Noroeste / Nunavut - Ilha Borden                                                                                    |
| Estreito de Wilkins     | |
| Canadá                  | Fronteira Territórios do Noroeste / Nunavut - Ilha Mackenzie King                                                                            |
| Corpo de água sem nome  | |
| Canadá                  | Fronteira Territórios do Noroeste / Nunavut - Ilha Melville                                                                                  |
| Baía de Eldridge        | |
| Canadá                  | Fronteira Territórios do Noroeste / Nunavut - Ilha Melville (cerca de 2 km)                                                                  |
| Baía de Sabine          | |
| Canadá                  | Fronteira Territórios do Noroeste / Nunavut - Ilha Melville                                                                                  |
| Canal de Parry          | Viscount Melville Sound |
| Canadá                  | Fronteira Territórios do Noroeste / Nunavut - Ilha Victoria Nunavut- Ilha Victoria                                                           |
| Golfo Coronation        | |
| Canadá                  | Nunavut - Ilhas Jameson e parte continental Territórios do Noroeste - passa no Grande Lago do Escravo Saskatchewan - passa no Lago Athabasca |
| Estados Unidos          | Montana Wyoming Utah Arizona |
| México                  | Sonora |
| Golfo da Califórnia     | |
| México                  | Baja California Sur |
| Oceano Pacífico         | |
| Oceano Antártico        | |
| Antártida               | Território não reclamado |